# تلوه دی سوپرا
تلوه دی سوپرا (به ایتالیایی: Telve di Sopra) یک کومونه در ایتالیا است که در ترنتینو واقع شده‌است.
 تلوه دی سوپرا ۱۷٫۸ کیلومتر مربع مساحت و ۶۱۹ نفر جمعیت دارد.